# Micha Josef Berdyczewski
Micha Josef Berdyczewski pseud. Bin-gorion (ur. 7 sierpnia?/19 sierpnia 1865 w Międzybożu, zm. 18 listopada 1921 w Berlinie) – żydowski pisarz, eseista i filozof.

## Życiorys
Był potomkiem chasydzkich rabinów z Podola. Otrzymał tradycyjne wykształcenie religijne. Od 1883 roku Berdyczewski przebywał w Berszadzie. Ożenił się z córką Izraela Feldmana, bogatego kupca żydowskiego. Zgodnie z obyczajem teść utrzymywał młodą rodzinę, aby umożliwić zięciowi dalsze studiowanie Tory. W tym czasie Micha zaczął pisać pierwsze opowiadania i artykuły. Publikacje ostro krytykowały ciasny, małomiasteczkowy świat z jego niezmiennymi obyczajami i nawykami. Krytyka rabinów i tradycji ortodoksyjnej wywołała gniew teścia. 
Około 1885 roku Berdyczewski rozwiódł się z żoną i wyjechał na studia do jesziwy wołożyńskiej. Podczas pobytu w Wołożynie pisał i publikował w czasopismach hebrajskojęzycznych („Ha-Asif”, „Ha-Kerem”, „Ha-Melic”, „Ha-Iwri”, „Ha-Cefira”, „Ha-Magid”). W 1888 roku wydał antologię Bet ha-Midrasz, której był głównym autorem. 
W 1890 roku wyjechał do Odessy, a stamtąd na Zachód. Zamieszkał we Wrocławiu, później (od 1911) w Berlinie. W Niemczech, od 1890 roku studiował w seminarium rabinackim i na uniwersytecie filozofię.  Tworzył w języku hebrajskim, jidysz i niemieckim. W swojej twórczości przedstawiał konflikt między nowoczesnymi ideami jego epoki a tradycyjnym judaizmem. Badał żydowskie legendy, pisał eseje dotyczące judaizmu i chrześcijaństwa, opisywał także życie w żydowskich miasteczkach Europy Wschodniej w latach 90. XIX w. Jego poglądy filozoficzne znajdowały się pod wpływem Schopenhauera i Nietzschego; dążył do „przemiany wartości” w hebrajskiej literaturze. Opublikował ponad 150 opowiadań w języku hebrajskim i wiele nowel po niemiecku i w jidysz; jedno z jego najbardziej znanych dzieł to opowieść „Miriam”.
Już po jego śmierci opublikowano jego wszystkie teksty, które zebrano w 20 tomach.